# التحليل ما دون الحدي
التحليل ما دون الحدي هو منهج تحليلي يُستخدم في دراسة الاقتصاد الكلاسيكي. وقد طوّره الاقتصادي شياوكاي يانغ. يعتمد هذا النهج على إحياء فكرة تقسيم العمل التي قدمها آدم سميث، ويقوم على إعادة بناء عدة نظريات اقتصادية مستقلة، بحيث يشكّل الاقتصاد الكلاسيكي الجديد لبنة رئيسية في التحليل، حيث يتم التركيز على التخصيص الاختياري الفردي من خلال التحليل ما دون الحدي.
يُعد هذا المنهج تجاوزًا للتحليل الحدي التقليدي الذي يعتمد على مفهومي المنفعة الحديةوالمنفعة الإنتاجية الحدية في دراسة تخصيص الموارد. يرى شياوكاي يانغ أن التحليل الحدي لا يمكنه معالجة مشكلات تقسيم العمل بشكل فعّال، لذا قدّم التحليل ما دون الحدي كإطار عمل يدمج بين أنواع المنتجات، وعدد الشركات المنتجة، وتكاليف المعاملات ضمن الإطار التحليلي. يُعد هذا التحليل خطوة متقدمة في تطور الاقتصاد، ويُعد من المواضيع الرائدة في الاقتصاد الكلاسيكي الجديد.

## المفاهيم الأساسية

### الحل الطرفي (Corner Solution):
يحدث هذا عندما لا يستهلك المستهلك منتجًا معينًا ويفضل منتجًا آخر، مما يؤدي إلى اتخاذ القرار الأمثل عند نقطة نهاية قيود الميزانية. وتُعد هذه الحالة استثنائية، حيث لا يتوافق فيها المعدل الحدي للاستبدال مع نسبة الأسعار.
الاقتصاد الكلاسيكي الجديد (New Classical Economics):
هو مدرسة فكرية ظهرت في سبعينيات القرن العشرين لتطوير الاقتصاد الكلاسيكي التقليدي، مع إضافة فرضيات مثل التوقعات العقلانية والبطالة الطبيعية. وترى هذه المدرسة أن الأسواق قادرة على حل المشكلات الاقتصادية دون تدخل خارجي كبير، وأن التوازن بين البطالة والتضخم لا يقتصر على المدى القصير أو الطويل.
الاقتصاد الكلاسيكي الجديد هو نظرية اقتصادية طُوّرت على يد مجموعة من الاقتصاديين، كان أبرزهم الاقتصادي الأسترالي من أصل صيني شياوكاي يانغ. يتميّز هذا التوجه باستخدام نماذج غير خطية وأساليب البرمجة الرياضية الكلاسيكية، إلى جانب الابتعاد عن بعض الفرضيات التقليدية في النظريات الكلاسيكية الجديدة، خصوصًا تلك المتعلقة بتقسيم العمل وتخصّص العوامل الاقتصادية.
قام هؤلاء الباحثون بتطوير نموذج توازن عام جديد يستند إلى أدوات التحليل الرياضي المعاصر، لكنه يستلهم الجوانب الهيكلية من الاقتصاد الكلاسيكي. وتهدف أبحاثهم إلى بناء نظرية جزئية للنمو الاقتصادي على أسس علمية، وتطوير نموذج جزئي ينسجم مع ديناميات النمو الكلي.
ومن خلال هذا التوجه، أعادوا تعريف علم الاقتصاد من كونه دراسة "الاستخدام العقلاني للموارد الاقتصادية النادرة" - كما هو الحال في الاقتصاد الكلاسيكي الجديد التقليدي - إلى كونه علمًا يركّز على "تحليل التفاعلات الاقتصادية ضمن بيئات تتسم بالصراع والتنافس". كما يركّز هذا التيار على دراسة التفاعل بين التقدم التكنولوجي والبُنى التنظيمية الاقتصادية، باعتباره الدور المحوري للاقتصاد في تفسير آليات التطور الاقتصادي والاجتماعي.

### نموذج الاقتصاد الكلاسيكي الجديد لتنظيم التجارب
يعد نموذج الاقتصاد الكلاسيكي الجديد لتنظيم التجارب نموذجًا ديناميكيًا يُركّز على تطور المعرفة لدى الأفراد حول تقسيم العمل بمرور الزمن. ويتميّز هذا النموذج عن النماذج الاقتصادية الثابتة في كونه يفترض أن المعلومات المتعلقة بتنظيم العمل لا تبقى ثابتة، بل تتطور تلقائيًا مع الزمن. كما يختلف عن النماذج الديناميكية التقليدية في أنه يولي أهمية خاصة للنمو التدريجي في إدراك الأفراد لآليات تقسيم العمل والتنظيم المؤسسي.
وفقًا لتحليل الاقتصاد الكلاسيكي الجديد، فإن ظهور وتطور تقسيم العمل والمنظمات المتخصصة—بما في ذلك المؤسسات الحكومية—يُعد ظاهرة داخلية تنبع من ديناميكيات النظام الاقتصادي ذاته، وليس من عوامل خارجية مفروضة عليه. بالمقابل، ترى النماذج الاقتصادية التقليدية والتدخلية أن هذه المنظمات، وعلى رأسها الدولة، تُعد كيانات خارجية أُنشئت لمعالجة ما يُعرف بـ"فشل السوق".
يُعيد نموذج الاقتصاد الكلاسيكي الجديد تقييم هذا الطرح، ويقترح أن الاعتقاد بـ"فشل الحكومة" أو "فشل السوق" يستند إلى فرضيات خاطئة، إذ إن ظهور المؤسسات الحكومية يُمثّل تطورًا طبيعيًا في بنية تقسيم العمل داخل الاقتصاد، لا إخفاقًا وظيفيًا. فالحكومة تنشأ عندما تكون تكلفة حماية مصالح الأفراد عبر مؤسسة وسيطة (مثل الدولة) أقل من تكلفة حمايتهم لها بأنفسهم.
ومن منظور هذا النموذج، ينبغي فهم المؤسسات الحكومية بوصفها ناتجًا لتقسيم العمل الاجتماعي، حيث تُسهم في إنشاء هياكل مهنية وتنظيمية جديدة، تُعزز من الكفاءة الاقتصادية من خلال التخصص. في المقابل، فإن هذه المؤسسات تُنتج أيضًا تكاليف معاملات جديدة ينبغي أخذها في الاعتبار عند تقييم أدائها ووظائفها.
عند الجمع بين منافع التخصص التي تحققها الحكومة وتكاليف المعاملات الناتجة عن وجودها، يمكن فهم نشوء الدولة بوصفه عملية تدريجية تبدأ من الاحتياج وتستمر بالتطور في سياق تاريخي طويل. وبهذا المعنى، فإن الدولة ليست استثناءً اقتصادياً، بل هي امتداد طبيعي لتوسع تقسيم العمل الاجتماعي، ووظيفتها الأساسية تنبع من متطلبات التخصص والتنظيم الاقتصادي.

## خطوات التحليل ما دون الحدي
- الخطوة الأولى: استخدام نظرية الوضع الأمثل لاستبعاد النقاط غير المثلى.
- الخطوة الثانية: تطبيق التحليل الحدّي لإيجاد القيم المحلية المثلى للنقاط المتبقية.
- الخطوة الثالثة: مقارنة القيم المحلية القصوى لتحديد الحل الأمثل العام الذي يمثل التوازن العام.

يظهر التحليل ما دون الحدي أنه لا يقتصر على التحليل الحدّي فحسب ، بل يتجاوز نطاقه ويأخذ بعين الاعتبار قرارات التخصص قبل تخصيص الموارد.

## التطبيقات الحالية
1. العمالة: كان التحليل ما دون الحدي تأثير كبير في إدارة القوى العاملة، لا سيما فيما يتعلق بتطور تقسيم العمل منذ سبعينات  القرن العشرين. وقد أظهرت الدراسات الحديثة أن التحليل له تأثير كبير مثل التجارة الدولية والاقتصاد العام واقتصاديا العمل.[6]
2. التجارة الإلكترونية: في عصر التجارة الإلكترونية الحديثة، يستخدم التحليل ما دون الحدي بشكل فعّال لتحليل الظواهر مثل التجميع وتكاليف المعاملات. يساعدهذا التحليل في تحسين الأداء التجاري عبر الإنترنت من خلال فهم التوازن بين الفوائد التخصيص وتكاليف المعاملات، مما يوفر رؤى معمقة في اتخاذ القرارات التجارية.[7]

## أوجه الاختلاف بين التحليل الحدي والتحليل ما دون الحدي
التحليل الحدي يعتمد على دراسة التغيرات الصغيرة في المتغيرات الاقتصادية باستخدام المشتقات وطرق التفاضل، ويركز على العلاقة بين المتغيرات الاقتصادية والمتغيرات الصغيرة في هذه المتغيرات. أما التحليل ما دون الحدي فيضيف خطوة جديدة، حيث يشمل اتخاذ قرارات حول تخصيص الموارد. يُعتبر التحليل ما دون الحدي أكثر شمولية ويشمل جوانب أوسع من التحليل الحدي التقليدي.

### الاقتصاد الكلاسيكي مقابل الاقتصاد الكلاسيكي الجديد
الاقتصاد الكلاسيكي هو الإطار النظري التقليدي في الاقتصاد الذي تطور بعد ثورات مثل ثورة تشامبرلين وثورة كينزية وثورة التوقعات العقلانية. في المقابل الاقتصاد الكلاسيكي الجديد الذي طورة اقتصاديون مثل شياوكاي يانغ تستند إلى تطوير النماذج غير الخطية والبرمجة الرياضية لشرح الظواهر الاقتصادية، ويقدم نموذجاً يتناول تطور تقسيم العمل والتخصيص عبر الزمن.
يسلط الاقتصاد الكلاسيكي الجديد الضوء على تأثيرات الحكومة على تقسيم العمل والأسواق، ويُعتبر أن هذه التأثيرات تُعدّ جزءاً من عملية التطور التي تمر بها الهياكل الاقتصادية. يشير هذا النموذج إلى أن " فشل الحكومة" و" فشل الاسواق هما مفهومان مغلوطان، حيث يُعتبر أن الحكومة موجودة لتوفير تكاليف حماية مصالح الأفراد التي لا يمكنهم تأمينها بأنفسهم.
اعتمد شياوكاي يانغ وعدد من الاقتصاديين أسلوب التحليل ما دون الحدي (Inframarginal Analysis) لتأسيس بنية الاقتصاد الكلاسيكي الجديد، انطلاقًا من رؤية ترى في هذا الاقتصاد امتدادًا متفوقًا للاقتصاد الكلاسيكي التقليدي. يُعيد هذا التوجه إحياء مفاهيم مهجورة من الفكر الكلاسيكي، خصوصًا تلك المتعلقة بـتقسيم العمل والتخصص، من خلال استخدام أدوات رياضية متقدمة مثل البرمجة غير الخطية وأساليب البرمجة الرياضية التقليدية.
يرتكز الاقتصاد الكلاسيكي الجديد على تحليل عملية اتخاذ القرار ضمن نموذج توازني، ويسعى إلى تفسير جذور النشاط الاقتصادي وتجاوز الفاصل التقليدي بين الاقتصاد الجزئي والاقتصاد الكلي. فبينما تُعرّف المدرسة النيوكلاسيكية الاقتصاد على أنه "دراسة التخصيص العقلاني للموارد النادرة بين الاستخدامات المتعددة"، أي دراسة تخصيص الموارد ضمن إطار من الثبات، فإن الاقتصاد الكلاسيكي الجديد يتجاوز هذا التعريف.
تتمثل الإشكالية المركزية في الاقتصاد الكلاسيكي – كما صاغها آدم سميث – في كيفية تجاوز قيود الندرة وزيادة المعروض من الموارد، وذلك من خلال توسيع نطاق تقسيم العمل وتطور منحنى إمكانية الإنتاج. غير أن هذا التطور في تقسيم العمل يقابله تصاعد في تكاليف المعاملات، ما يخلق نوعًا من المفارقة أو "المعضلة" الاقتصادية.
وانطلاقًا من هذا التعارض، يرى الاقتصاد الكلاسيكي الجديد أن الاقتصاد هو "دراسة لمختلف أنواع المعضلات والصراعات في الأنشطة الاقتصادية"، ويُركّز على دراسة التوتر القائم بين تقسيم العمل من جهة، وتكاليف المعاملات من جهة أخرى. ويسعى هذا النموذج إلى تقديم مقاربة تدمج الاقتصاد الجزئي والكلي في إطار تحليلي موحَّد، يعكس تعقيد وديناميكية العلاقات الاقتصادية الحديثة.
وفي أواخر القرن العشرين، شكّل الاقتصادي الأمريكي جوزيف ستيغليتز منعطفًا مهمًا في تطور الفكر الاقتصادي من خلال نشره كتابًا دراسيًا جديدًا في عام 1993، يُعدّ بمثابة بداية للتوليف الرابع في الاقتصاد الحديث. وقد تميّز هذا التوليف بطرح نظري متقدم، تضمن عددًا من الابتكارات المحورية.
تمثلت إسهامات ستيغليتز النظرية في عدة جوانب رئيسية:
1. ربط الاقتصاد الكلي بالاقتصاد الجزئي: حيث بُني التحليل الكلي مباشرة على أسس الاقتصاد الجزئي، متجاوزًا النموذج الذي رسّخه بول صامويلسون في التوليف السابق، والذي اعتمد على الفصل بين المستويين.
2. إدماج قضايا المعلومات والحوافز: عزز ستيغليتز من أهمية دراسة قضايا عدم تماثل المعلومات، ومشكلة الحوافز الاقتصادية، إلى جانب المخاطر الأخلاقية والاختيار المعاكس (adverse selection) ، مما أسهم في تطوير نظري واسع في مجال اقتصاد المعلومات.
3. إعادة تقييم دور الحكومة: أكد ستيغليتز على الدور الإيجابي الذي يمكن أن تلعبه الدولة في تنظيم النشاط الاقتصادي، مشددًا على أن التدخل الحكومي المنظم وفق القانون يمكن أن يُكمّل آلية السوق ويساهم في تخصيص الموارد بشكل أكثر كفاءة، لا سيما في ظل وجود إخفاقات سوقية ناتجة عن المعلومات غير المتكافئة أو الاحتكارات.[11]

يشير تحليل نظرية العالم ثنائي القطب إلى أن الاقتصاد الكلاسيكي الجديد، شأنه في ذلك شأن الليبرالية الجديدة، يُعد من النظريات الاقتصادية التي نشأت في سياق النظام الرأسمالي العالمي خلال مرحلة التوسع الخارجي. وتطوّرت هذه النظريات في ظل خلفية اتسمت بـ عدم كفاية الطلب الفعّال على المستوى الدولي.
وفي هذا الإطار، يختلف التأثير وفقاً لطبيعة الدول:
- بالنسبة إلى الدول الرأسمالية الغربية المتقدمة، يتمثّل التحول الجوهري في استبدال الرعاية العمالية برعاية موجهة نحو الاستهلاك، حيث تُوجَّه السياسات الاقتصادية لتعزيز قدرات الأفراد كمستهلكين بدلاً من دعمهم كعمّال ومنتجين.
- أمّا بالنسبة إلى الدول النامية، فإن المنفعة الاقتصادية لم تعد تُقاس أساسًا بفرص التوظيف، بل أصبحت تُركّز على فوائد الاستهلاك، أي تمكين الأفراد من الوصول إلى المنتجات والخدمات، حتى وإن ظلّت فرص العمل محدودة أو غير مستقرة.[12]